# Stephenson (Michigan)
Pour les articles homonymes, voir Stephenson.
Stephenson est une ville du comté de Menominee, dans l'État du Michigan, aux États-Unis. En 2020, sa population était de 816 habitants.